# Рутеній самородний
Рутеній самородний (англ. native ruthenium) — вельми рідкісний мінерал ізоморфного ряду осмій—рутеній.
Вид дігексагонально-дипірамідальний. Таблитчаті ідіоморфні кристали рутенію встановлені у вигляді мікроскопічних включень в самородній платині і рутенірідосміні.